# 王笑文
王笑文（1987年4月20日—），北京人，中国大陆女歌手。

## 经历
王笑文出生于北京，小学至高中担任过合唱团成员。2006年签约麦丁国际，同年参与录制北京电视台音乐节目《流行音乐新势力》。2007年，发布个人单曲《香草泡泡的季节》。此后，她还陆续推出《花水月》、《两小无猜》等歌曲。
2016年，王笑文为网络剧《最好的我们》演唱主题曲《耿耿于怀》。同年，她成为嗨网合作艺人，参加云南卫视音乐节目《中国情歌汇》。2017年2月，参加CCTV综艺节目《幸福账单》。4月，与T.O.B戏子共同演唱歌曲《All Right》。2019年2月，发行迷你专辑《丸子》。4月，参加腾讯视频综艺节目《邻家诗话》。